# Bartın
Bartın – miasto w Turcji, centrum administracyjne prowincji Bartin.
Według danych na rok 2000 miasto zamieszkiwało 35 992 osób, a według danych na rok 2004 całą prowincję ok. 170 000 osób. Gęstość zaludnienia w prowincji wynosiła ok. 79 osób na km².

## Historia
W starożytności miasto było znane pod nazwą Parthenios (gr Παρθένιος), która pochodzi od nazwy rzeki Parthenios przepływającej przez miasto i leżało w Paflagonii. Jego początki sięgają XII w. p.n.e., gdy okoliczne tereny były zamieszkane przez plemię Kaszków. W kolejnych stuleciach okoliczne tereny znajdowały się pod władzą Hetytów, Frygijczyków, Kimmerów, Lidyjczyków, Greków, Persów i Macedończyków. W końcu stały się częścią Imperium Rzymskiego, a następnie Imperium Bizantyńskiego, dopóki nie przypadły Turkom seldżuckim między XI a XIII w. n.e. Bartın został podbity przez sułtana osmańskiego Bajazyda I w 1392. Pod koniec XIX w. i na początku XX w. Bartın był częścią wilajetu Kastamonu w ramach Imperium Osmańskiego.

## Edukacja
W mieście znajduje się uniwersytet założony 22 maja 2008 pod nazwą Bartın Üniversitesi.